# María Isabel Peces-Barba Martínez
María Isabel Peces-Barba Martínez (Madrid, 13 de juny de 1948) és una advocada i política espanyola.
Nascuda el 13 de juny de 1948 a Madrid, germana petita de Gregorio Peces-Barba Martínez, un dels anomenats pares de la Constitució espanyola de 1978. Alcaldessa entre 1999 i 2011 de Colmenarejo, va arribar a sortir de la militància del Partit Socialista Obrer Espanyol (PSOE) i fundar un partit local, «Alternativa Popular Independent per Colmenarejo», per poder governar el municipi. El 2011 va ser inclosa per Tomás Gómez Franco, secretari general del Partit Socialista de Madrid, al número 16 de la seva candidatura per les eleccions a l'Assemblea de Madrid de 2011, i es va convertir en diputada durant la novena legislatura del parlament regional.